# Detroit Pistons
O Detroit Pistons é uma franquia de basquete profissional que disputa a National Basketball Association (NBA), localizada em Detroit, Michigan. A franquia foi fundada em 1941 e entrou na NBA em 1948. Nos primeiros anos, localizava-se em Indiana. Mudou-se para Michigan em 1957. Os Pistons competem na Divisão Central da Conferência Leste.
Os Pistons conquistaram o título da NBA em 1989, 1990 e 2004. A franquia tem 10 jogadores e 2 técnicos no Hall da Fama do Basquete, incluindo alguns de seus maiores ídolos como Isiah Thomas, Joe Dumars e Dennis Rodman.

## História

### 1941–1957: Fort Wayne (Zollner) Pistons
A franquia Detroit Pistons foi fundada como Fort Wayne Zollner Pistons, uma equipe da National Basketball League (NBL), em Fort Wayne, Indiana. A Zollner Corporation, do proprietário Fred Zollner, era uma fundição que fabricava pistões, principalmente para motores de carros, caminhões e locomotivas. Os Zollner Pistons foram campeões da NBL em 1944 e 1945. Eles também venceram o World Professional Basketball Tournament em 1944, 1945 e 1946.
Em 1948, o time se tornou o Fort Wayne Pistons, competindo na Basketball Association of America (BAA). Em 1949, Fred Zollner intermediou a formação da National Basketball Association, uma fusão da BAA e da NBL.
Há sugestões de que os jogadores dos Pistons conspiraram com apostadores durante vários jogos durante as temporadas de 1953–54 e 1954–55. Em particular, há acusações de que a equipe possa ter intencionalmente perdido as Finais da NBA de 1955 para o Syracuse Nationals.

### 1957–1979: Décadas de dificuldades

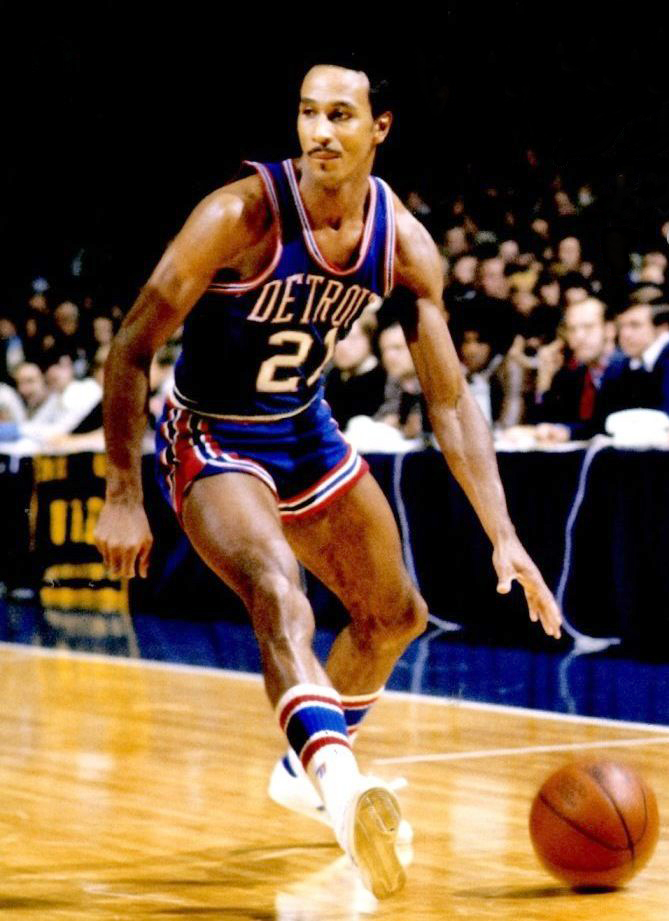
Dave Bing se juntou à equipe em 1966, onde em seu ano de estreia ele marcou 1.601 pontos.

Embora os Pistons desfrutassem de um sólido número de seguidores locais, o pequeno tamanho de Fort Wayne dificultava sua lucratividade, principalmente porque outras equipes anteriores da NBA baseadas em cidades menores começaram a desistir ou se mudar para mercados maiores.
Após a temporada de 1956-57, Zollner decidiu que Fort Wayne era pequeno demais para apoiar um time da NBA e anunciou que o time jogaria em outro lugar na temporada seguinte. Ele finalmente se estabeleceu em Detroit. Embora fosse a quinta maior cidade dos Estados Unidos na época, Detroit não via basquete profissional há uma década. Eles perderam o Detroit Eagles devido à Segunda Guerra Mundial, o Detroit Gems da NBL (cujos remanescentes se tornaram o Minneapolis Lakers) e o Detroit Falcons da BAA em 1947.
Zollner decidiu manter o nome de Pistons, acreditando que fazia sentido dado o status de Detroit como o centro da indústria automobilística.
Os Pistons jogaram no Olympia Stadium (casa do Detroit Red Wings da National Hockey League na época) por suas primeiras quatro temporadas e depois se mudaram para a Cobo Arena.

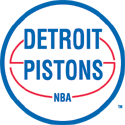
Logo do Detroit Pistons de 1975–1979.

Durante as décadas de 1960 e 1970, os Pistons foram caracterizados por indivíduos muito fortes e equipes fracas. Alguns dos astros que jogaram pelo time incluem Dave DeBusschere, Dave Bing e Bob Lanier. Em um ponto, DeBusschere era o jogador-treinador mais jovem da história da NBA. Uma troca durante a temporada de 1968-69 enviou DeBusschere ao New York Knicks em troca de Howard Komives e Walt Bellamy, que estavam nos estágios finais de suas carreiras. DeBusschere tornou-se um jogador-chave nos dois títulos dos Knicks.
Em 1974, Zollner vendeu a equipe ao magnata, Bill Davidson, que permaneceu o principal proprietário da equipe até sua morte em 2009.
Enquanto os Pistons se classificaram para a pós-temporada em quatro temporadas consecutivas, de 1974 a 1977, eles nunca tiveram nenhum sucesso real e sustentado.
Em 1978, Davidson ficou descontente com a Cobo Arena, mas optou por não seguir o Red Wings até a Joe Louis Arena que estava em construção. Em vez disso, ele mudou a equipe para o subúrbio de Pontiac, onde jogavam no Silverdome com capacidade de 82.000 pessoas, uma estrutura construída para o futebol americano profissional (e a casa do Detroit Lions na época).

### 1980–1991: Era dos "Bad Boys"

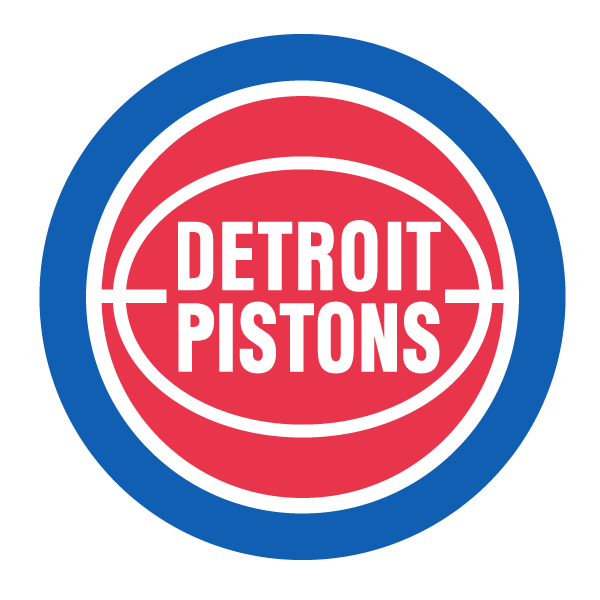
Logotipo famoso dos Detroit Pistons na era dos Bad Boys - 1979–1996.

Os Pistons teve dificuldades da década de 1970 até a década de 1980, começando com um recorde de 16-66 em 1979-80 e depois com um registro de 21-61 em 1980-81. A equipe de 1979-80 perdeu seus últimos 14 jogos da temporada que, somados às sete derrotas no início da temporada de 1980-81, representavam um recorde de 21 derrotas da NBA na época.
A sorte da franquia finalmente começou a mudar em 1981, quando selecionaram Isiah Thomas da Universidade de Indiana como a 2° escolha geral no Draft da NBA de 1981. Em novembro de 1981, os Pistons adquiriram Vinnie Johnson em um negócio com a Seattle SuperSonics. Mais tarde, eles adquiriram Bill Laimbeer em uma negociação com o Cleveland Cavaliers em fevereiro de 1982. Outro movimento importante dos Pistons foi a contratação do técnico Chuck Daly em 1983.

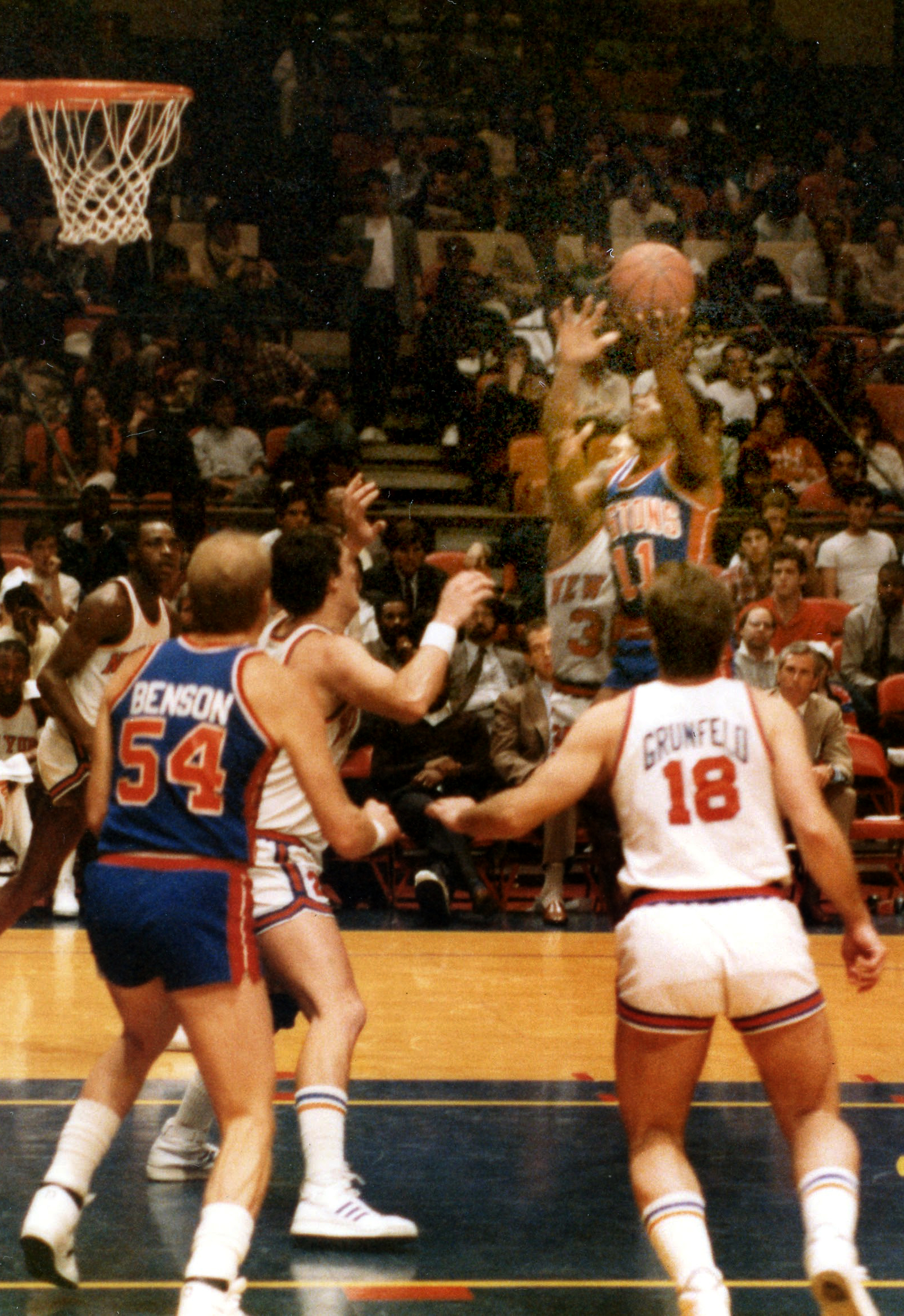
Isiah Thomas contra o New York Knicks no Madison Square Garden em 19 de janeiro de 1985.

Inicialmente, os Pistons tiveram dificuldade em subir degraus na NBA. Em 1984, eles perderam uma série difícil de cinco jogos para o New York Knicks por 3–2. Nos playoffs de 1985, Detroit venceu sua série da primeira rodada contra o New Jersey Nets e enfrentou o atual campeão, Boston Celtics, nas semifinais da conferência. Embora Boston prevaleça em seis jogos, o desempenho surpresa de Detroit prometeu que uma rivalidade havia começado. No Draft da NBA de 1985, a equipe selecionou Joe Dumars com a 18º escolha geral, uma seleção que provaria ser muito sábia. Eles também adquiriram Rick Mahorn em uma troca com o Washington Bullets. No entanto, a equipe deu um passo atrás, perdendo na primeira rodada dos playoffs de 1986 para o Atlanta Hawks. Após a série, mudanças foram feitas para tornar a equipe mais defensiva.
Antes da temporada de 1986-87, os Pistons adquiriram mais jogadores importantes: John Salley (11º no Draft), Dennis Rodman (27º no Draft) e Adrian Dantley (adquirido em uma negociação com o Utah Jazz). A equipe adotou um estilo de jogo físico, orientado para a defesa, que acabou ganhando o apelido de "Bad Boys". Em 1987, a equipe chegou às finais da Conferência Leste contra os Celtics. Eles perderam a série em um difícil Jogo 7 em Boston.

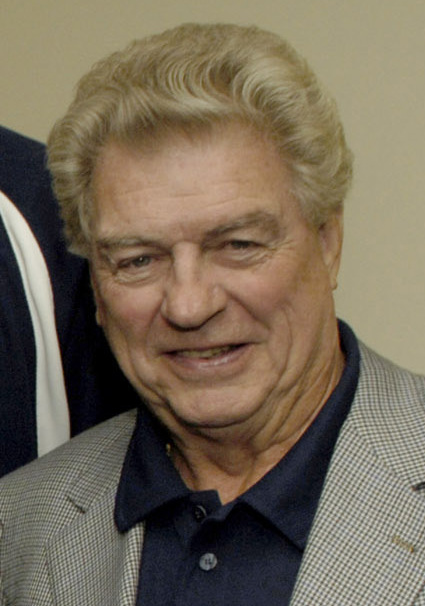
Chuck Daly, treinador campeão da NBA de 1989 e 1990.

Motivados por sua derrota para os Celtics, os Pistons, auxiliado pela aquisição de James Edwards, melhorou para 54 vitórias (recorde de franquia) e ganhou o primeiro título de divisão da franquia em 32 anos. Na pós-temporada, os Pistons vingou suas duas derrotas anteriores para os Celtics nas finais da Conferência Leste, derrotando-os em seis jogos e avançando para as finais da NBA pela primeira vez desde que a franquia se mudou para Detroit.

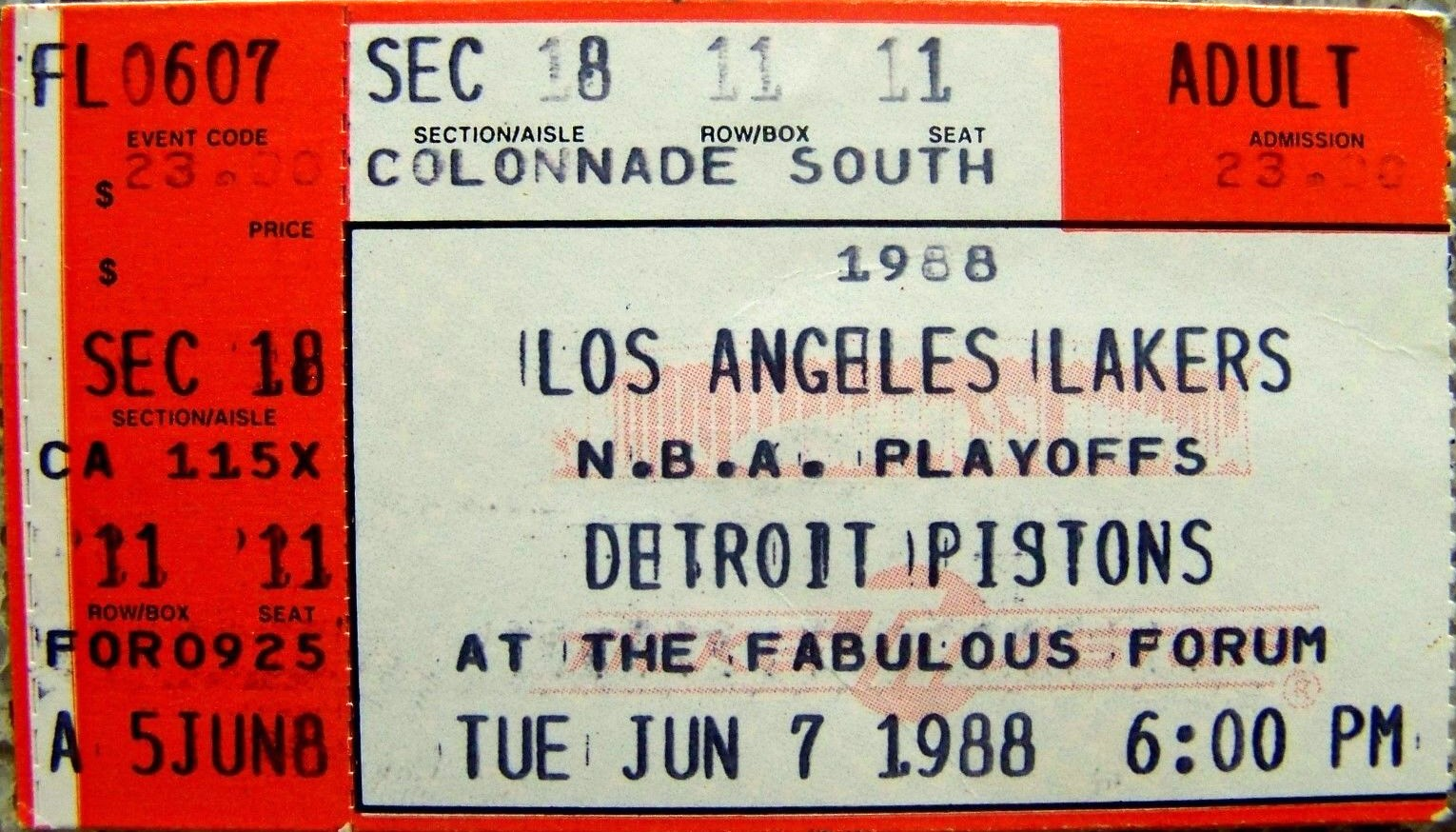
Um ingresso para o Jogo 1 das Finais da NBA de 1988 no The Forum.

A primeira viagem dos Pistons às Finais da NBA em 32 anos os viu enfrentar o Los Angeles Lakers, liderado por Magic Johnson, James Worthy e Kareem Abdul-Jabbar. Depois de liderar a série por 3-2, Detroit parecia prestes a ganhar seu primeiro título da NBA no Jogo 6. Nesse jogo, Isiah Thomas marcou um recorde de 25 pontos no terceiro quarto enquanto jogava com o tornozelo gravemente torcido. No entanto, os Lakers venceram o jogo, 103-102, em um par de lances livres de Abdul-Jabbar no último segundo, após uma falta controversa de Bill Laimbeer, referida por muitos como uma "falta fantasma". Com Thomas incapaz de competir com força total, os Pistons perdeu por pouco no Jogo 7, 108-105.
Antes da temporada de 1988-89, os Pistons mudou-se para Auburn Hills para jocar no The Palace of Auburn Hills, a primeira arena da NBA financiada inteiramente com fundos privados. Os Pistons de 1989 concluíram a construção de seu elenco trocando Dantley por Mark Aguirre, um negócio que os fãs dos Pistons criticariam fortemente inicialmente, mas depois elogiaram. A equipe venceu 63 jogos, quebrando seu recorde, e passou pelos playoffs e entrou em uma revanche nas Finais da NBA contra os Lakers. Desta vez, os Pistons saiu vitorioso em quatro jogos e ganhou o seu primeiro título da NBA. Joe Dumars foi nomeado MVP das finais da NBA.
Os Pistons defenderam com sucesso seu título em 1990, apesar de terem perdido Mahorn para o Minnesota Timberwolves no Draft de expansão. Depois de vencer 59 jogos e ter conquistado o terceiro título de divisão consecutiva, os Pistons passaram pelas duas primeiras rodadas dos playoffs antes de ganhar uma dura série nas Finais da Conferência Leste contra o Chicago Bulls de Michael Jordan e Scottie Pippen. Avançando para a terceira final consecutiva da NBA, os Pistons enfrentaram o Portland Trail Blazers. Detroit ganhou o título em um arremesso de Vinnie Johnson com 00,7 segundos restantes no jogo; essa cena rendeu a Johnson um novo apelido em Detroit, "007", para acompanhar seu original, "The Microwave". Isiah Thomas foi nomeado MVP das finais da NBA.
A disputa pelo tri-campeonato dos Pistons chegou ao fim nas Finais da Conferência Leste de 1991, quando foram eliminadas pelo eventual campeão da NBA, Chicago Bulls, em quatro jogos. A final da conferência é mais lembrada pelos Pistons que saíram da quadra no último jogo, pouco antes de terminar, sem cumprimentar os Bulls. Após a série, Michael Jordan disse: "Você vê dois estilos diferentes com o jogo sujo, as faltas flagrantes e a conduta antidesportiva deles. Espero que isso seja eliminado do jogo. Acho que jogamos basquete limpo. Você não perde o respeito pelos campeões, mas não concordei com os métodos usados. Acho que as pessoas estão felizes porque voltará a ter um jogo limpo".

### 1991–2000: Dormência

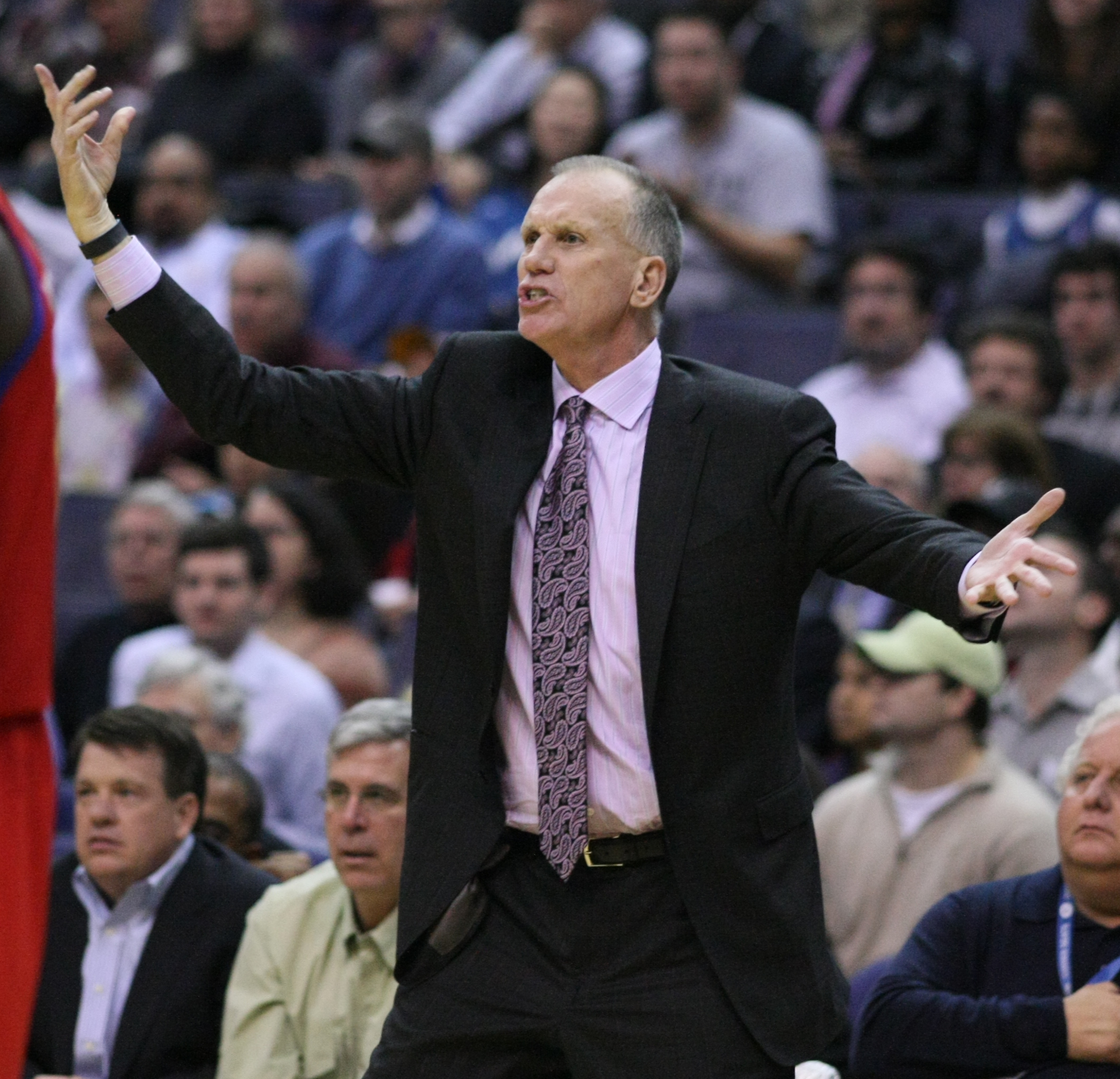
Doug Collins, um dos cinco treinadores dos Pistons em um período de oito anos.

Depois de serem varridos pelos Bulls, os Pistons trocaram James Edwards e dispensariam Vinnie Johnson durante a entressafra. Na temporada de 1991-92, os Pistons terminaram com um recorde de 48-34. Na primeira rodada dos playoffs da NBA de 1992, eles foram derrotado pelo New York Knicks em cinco jogos. Chuck Daly renunciou ao cargo de treinador após a temporada.
Após a partida de Daly, os Pistons passaram por um período de transição, já que os principais jogadores foram negociados (Salley e Rodman) ou aposentados (Laimbeer em 1993 e Thomas em 1994). Eles terminariam na temporada de 1993-94 com um recorde de 20-62.

#### 1994–2000: Era Grant Hill
Após a temporada de 1993-94, eles selecionaram Grant Hill com a terceira escolha geral no Draft da NBA de 1994. No entanto, esse período também viu a equipe tomar inúmeras decisões duvidosas como a perda de Allan Houston para o New York Knicks, a contratação de Loy Vaught e Bison Dele; e as mudanças no cargo de treinador de Ron Rothstein para Don Chaney, Doug Collins, Alvin Gentry e George Irvine em um período de oito anos. Desses treinadores, apenas Collins teve algum tipo de sucesso com os Pistons, vencendo 54 jogos na temporada de 1996-97.
A franquia até mudou as cores de sua equipe em 1996, do tradicional vermelho e azul para verde-azulado, bordô, dourado e preto, o que provou ser uma jogada altamente impopular entre os fãs. A única cor que não mudou foi o branco.

### 2000–2008: Era do "trabalho"

#### 2000–2002: Construindo um candidato ao título
Depois de ser varrido pelo Miami Heat nos playoffs de 2000, Joe Dumars, que havia se aposentado após a temporada de 1998-99, foi contratado como presidente de operações de basquete. Ele rapidamente enfrentou o que parecia ser um revés para a franquia quando Grant Hill optou por partir para o Orlando Magic. No entanto, Dumars fez uma troca que enviou Ben Wallace e Chucky Atkins para Detroit em troca de Hill. Ambos entraram rapidamente na equipe titular dos Pistons. Wallace, em particular, se tornaria um forte defensor nos próximos anos. Por outro lado, Hill jogaria apenas 47 jogos nas três temporadas seguintes devido a uma lesão recorrente no tornozelo.

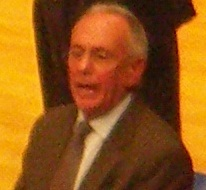
Larry Brown levou os Pistons para o título da NBA de 2004 e o título da Conferência Leste na temporada seguinte.

Os Pistons sofreram outra temporada difícil em 2000-01, tendo um recorde de 32-50, apesar de Jerry Stackhouse ter uma média de 29,8 pontos por jogo. Após a temporada, os Pistons demitiram George Irvine como treinador e contrataram Rick Carlisle, um treinador assistente amplamente respeitado que havia contribuído para os Celtics em meados da década de 1980. A franquia também voltou às suas cores tradicionais vermelho, branco e azul.
Carlisle ajudou a liderar os Pistons em sua primeira temporada de 50 vitórias desde 1997 e em sua primeira vitória nos playoffs desde 1991 ao derrotar o Toronto Raptors em cinco jogos. No entanto, eles perderam para o Boston Celtics em cinco jogos.

#### 2003-2008: Seis finais consecutivas da Conferência Leste
Na entressafra de 2002, Dumars renovou o elenco dos Pistons contratando Chauncey Billups, Richard "Rip" Hamilton e selecionando Tayshaun Prince de Kentucky no Draft da NBA de 2002. Os Pistons registrou 50 vitórias e avançaram para as finais da Conferência Leste de 2003. Lá, no entanto, foram derrotados em quatro jogos pelo New Jersey Nets.
Apesar da melhora da equipe, Carlisle foi demitido na entressafra de 2003. Ele contrataram Larry Brown para substitui-lo.

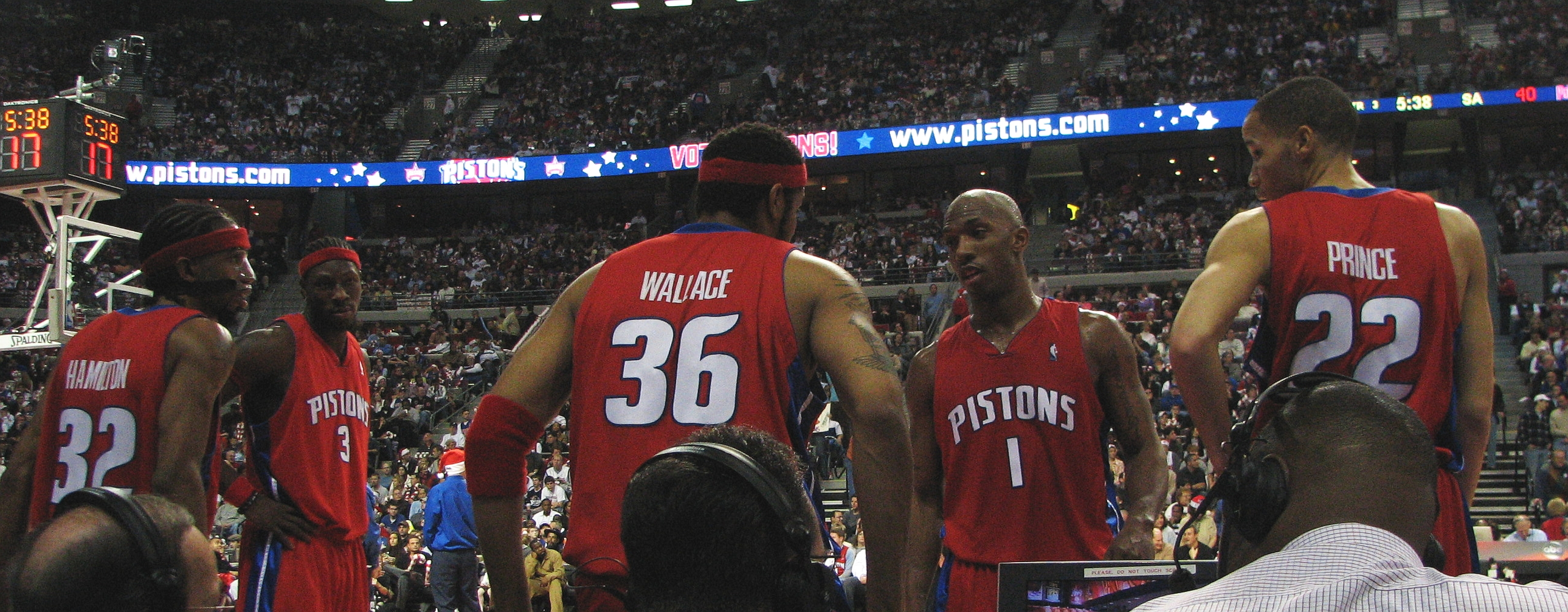
Os cinco titulares da equipe campeã em 2004. Da esquerda para a direita: Richard Hamilton, Ben Wallace, Rasheed Wallace, Chauncey Billups e Tayshaun Prince.

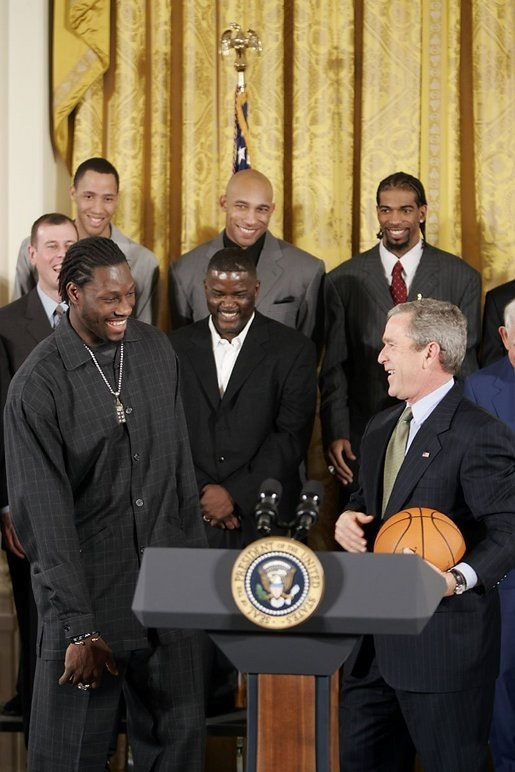
Os Pistons são homenageados na Casa Branca pela vitória da equipe nas finais da NBA de 2004.

A transformação dos Pistons em uma equipe candidata ao título foi concluída com a aquisição da Rasheed Wallace em fevereiro de 2004. Eles terminaram a temporada com um recorde de 54-28, registrando seu melhor recorde desde 1997. Nos playoffs de 2004, depois de derrotar o Milwaukee Bucks em cinco jogos, vingaram sua derrota para o New Jersey Nets no ano anterior, e nas finais de conferência venceram o Indiana Pacers, treinado por Carlisle, em seis jogos para avançar para as finais da NBA pela primeira vez desde 1990. Muitos analistas deram aos Pistons poucas chances de vencer seu adversário, o Los Angeles Lakers, que havia vencido três dos quatro campeonatos anteriores da NBA. No entanto, os Pistons venceram a série de maneira dominante, derrotando Los Angeles em cinco jogos e conquistando o terceiro título da NBA. Chauncey Billups foi nomeado MVP das finais da NBA. Com a vitória, Bill Davidson se tornou o primeiro proprietário a vencer um título da NBA e da NHL no mesmo ano, pois também havia vencido a Copa Stanley como proprietário do Tampa Bay Lightning.
Apesar de perder membros importantes do banco durante a entressafra (incluindo Mehmet Okur, Mike James e Corliss Williamson), os Pistons foram considerado um forte candidato para conquistar o seu segundo título consecutivo em 2005. Eles venceram 54 jogos na temporada regular, sua quarta temporada consecutiva de 50 ou mais vitórias. Durante os playoffs de 2005, eles derrotaram facilmente o Philadelphia 76ers por 4-1 e o Indiana Pacers por 4-2. Nas Finais da Conferência Leste, os Pistons derrotaram o Miami Heat em sete jogos. Nas Finais da NBA, os Pistons enfrentaram o San Antonio Spurs. Foi a primeira série de Finais da NBA que teve um Jogo 7 desde 1994. Os Pistons perdeu um Jogo 7 difícil e de baixa pontuação para os Spurs, que venceu seu terceiro título da NBA desde 1999.
A temporada de 2004-05 dos Pistons foi marcada por uma grande controvérsia, além de questões perturbadoras envolvendo Larry Brown. No primeiro mês da temporada, houve uma briga entre os Pacers e os Pistons, um dos maiores incidentes entre fã e torcedores na história dos esportes americanos. Isso resultou em pesadas multas e suspensões para vários jogadores. Enquanto isso, Brown foi forçado a deixar a equipe em duas ocasiões devido a problemas de saúde. Durante esse período, ele se envolveu em uma série de rumores que o ligavam a outras vagas de emprego. Preocupado com a saúde de Brown e irritado com a suposta busca de outros empregos durante a temporada, os Pistons o dispensou após as finais da NBA de 2005. Brown foi rapidamente nomeado treinador do New York Knicks, enquanto os Pistons contrataram Flip Saunders, ex-Minnesota Timberwolves.

Logotipo alternativo usado de 2005 a 2017.

Durante a temporada de 2005-06, os Pistons registraram o melhor recorde geral da NBA. Seu início de 37-5 excedeu o melhor começo de qualquer franquia esportiva de Detroit na história e empatou em quarto lugar com a melhor campanha em 42 jogos da história da NBA. Quatro dos cinco titulares dos Pistons (Chauncey Billups, Richard Hamilton, Rasheed Wallace e Ben Wallace) foram nomeados para o All-Star. Os Pistons terminaram a temporada regular com um recorde de 64-18, estabelecendo novos recordes da franquia para vitórias gerais e foras de casa (27). Além disso, a equipe estabeleceu um recorde na NBA iniciando a mesma formação em 73 jogos consecutivos desde o início da temporada.

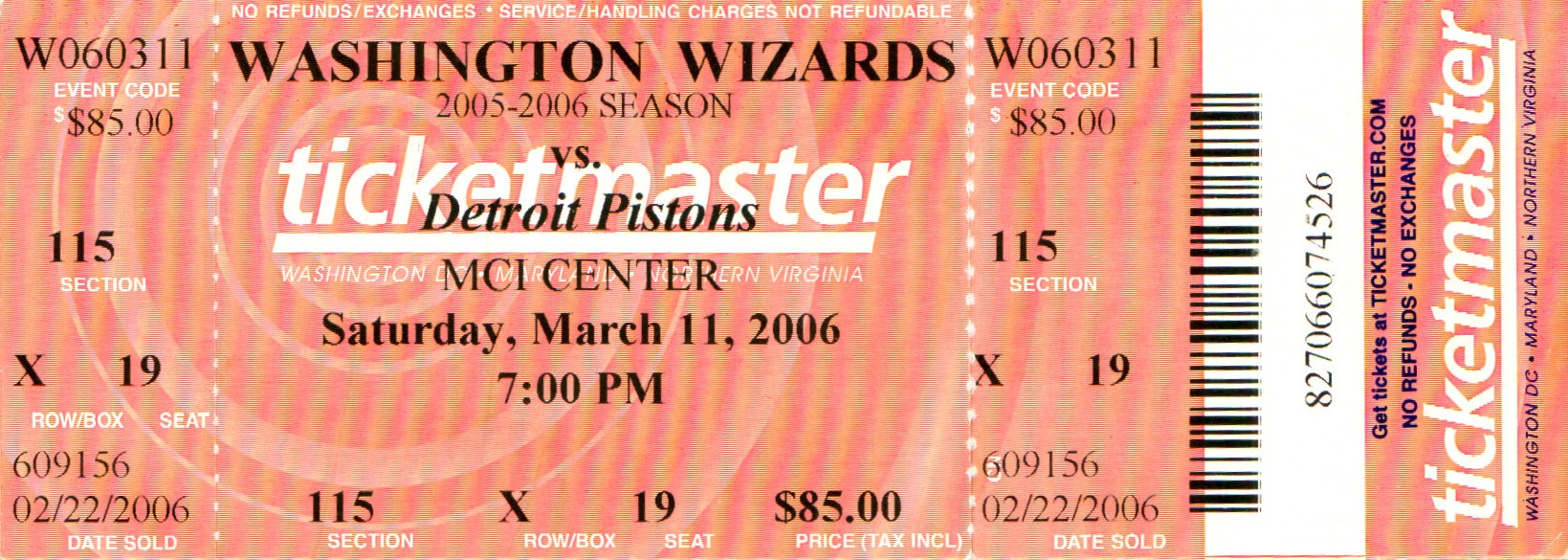
Um ingresso para jogos de março de 2006 entre o Detroit Pistons e o Washington Wizards.

Os Pistons derrotaram o Milwaukee Bucks por 4-1 na primeira rodada dos playoffs da NBA de 2006, mas lutou na segunda rodada contra o Cleveland Cavaliers, perdendo por 3-2 antes de vencer em sete jogos. As coisas não melhoraram contra o Miami Heat nas finais da Conferência Leste. Miami derrotou os Pistons em seis jogos no caminho para o título da NBA de 2006.
Durante a entressafra, os Pistons ofereceram a Ben Wallace um contrato de US $ 48 milhões por quatro anos, o que o tornaria o jogador mais bem pago na história da franquia. No entanto, Wallace concordou com um contrato de 4 anos e US $ 60 milhões com o Chicago Bulls.
Para substituir Ben Wallace, os Pistons assinaram com Nazr Mohammed. Em 16 de janeiro de 2007, eles contrataram Chris Webber. Eles tinham um recorde de apenas 21–15 antes da aquisição de Webber; com ele, a equipe passou para 32-14. Em 11 de abril, os Pistons conquistou o melhor recorde da Conferência Leste, o que lhes garantiu vantagem em quadra em casa nas três primeiras rodadas dos playoffs.
Os Pistons abriu os playoffs da NBA de 2007 com uma vitória por 4-0 sobre o Orlando Magic, sua primeira varrida em uma série de playoffs desde 1990. A equipe avançou para enfrentar o Chicago Bulls, marcando a primeira vez que os rivais da Divisão Central se enfrentaram na pós-temporada desde 1991. Os Pistons encerrou a série em uma vitória por 95-85 no Jogo 6 para avançar para as finais da Conferência Leste pela quinta temporada consecutiva. Nas finais da Conferência Leste, eles enfrentaram o Cleveland Cavaliers. Depois que as duas equipes dividiram os quatro primeiros jogos da série, o ponto de virada aconteceu no Jogo 5. O jogo é mais lembrado pelo desempenho de LeBron James, que marcou os 29 dos 30 pontos finais dos Cavaliers, que ajudou a sua equipe a derrotar os Pistons por 109-107. Os Pistons nunca se recuperaram e foram eliminados no Jogo 6.
No Draft da NBA de 2007, os Pistons selecionaram Rodney Stuckey com a 15ª escolha geral e Arron Afflalo com a 27ª escolha geral. Eles também assinaram novamente com Chauncey Billups para um contrato de longo prazo. Esta temporada marcou o 50º aniversário da franquia em Detroit.
No início da temporada de 2007-08, Saunders, em sua terceira temporada, se tornou o treinador mais antigo dos Pistons desde Chuck Daly. Detroit terminou a temporada com o segundo melhor recorde da liga com 59–23. Nos playoffs da NBA de 2008, Detroit derrotou o Philadelphia 76ers em seis jogos. Nas semifinais, eles venceram o Orlando Magic por 4-1.
Detroit avançou para as finais da Conferência Leste pela sexta temporada consecutiva, enfrentando o Boston Celtics. Isso colocou os Pistons em segundo lugar na lista de mais aparições consecutivas nas finais da conferência, atrás apenas do Los Angeles Lakers, que apareceu em oito finais consecutivas entre 1981 e 1989. Os Pistons terminaram sua temporada em uma derrota de 89-81 no Jogo 6. Em 3 de junho de 2008, os Pistons anunciaram que Flip Saunders não retornaria como treinador.

### 2008 – Presente: Reconstruindo

#### 2008–2011: Falha na reconstrução
Em 10 de junho de 2008, os Pistons contrataram Michael Curry para ser seu novo treinador. Em novembro de 2008, eles trocaram Chauncey Billups e Antonio McDyess para o Denver Nuggets por Allen Iverson. McDyess foi dispensado em 10 de novembro e voltou ao Pistons em 9 de dezembro. A troca foi marcado como o início de um novo processo de reconstrução devido ao status de agente livre de Iverson no final da temporada.
A temporada foi marcada por muitas controvérsias e lesões. Como resultado disso, e das más ações, os Pistons caíram na classificação, conquistando apenas uma vaga nos playoffs em 10 de abril de 2009. Os Pistons terminaram a temporada com um recorde de 39-43, garantindo sua primeira temporada com mais derrotas em oito anos. Os Pistons foram varridos pelo Cleveland Cavaliers em quatro jogos nos playoffs da NBA de 2009. Em 30 de junho de 2009, Michael Curry foi demitido como treinador. Iverson assinaria com o Memphis Grizzlies durante a entressafra.
Na entressafra, os Pistons chegou a um acordo com Ben Gordon em um contrato de 5 anos e US $ 55 milhões e com Charlie Villanueva em um contrato de 5 anos e US $ 35 milhões. No mesmo mês, os Pistons perderam seus dois principais jogadores nos últimos anos: Rasheed Wallace e Antonio McDyess. Em 8 de julho de 2009, eles contrataram o ex-assistente dos Cavaliers, John Kuester, para ser o seu novo treinador. Mais tarde, os Pistons dispensaram Ben Wallace em agosto de 2009.
Apesar dessas mudanças, a equipe regrediu ainda mais, pois foi prejudicada por contratempos e lesões. Em 23 de março de 2010, eles foram eliminado da disputa dos playoffs com uma derrota para o Indiana Pacers. Os Pistons terminaram com um recorde de 27-55, o pior recorde desde 1994. Outra temporada de 50 derrotas, desta vez terminando com 30-52, levou ao despedimento de Kuester no final da temporada de 2010-11.

### 2011–2015: Novo dono

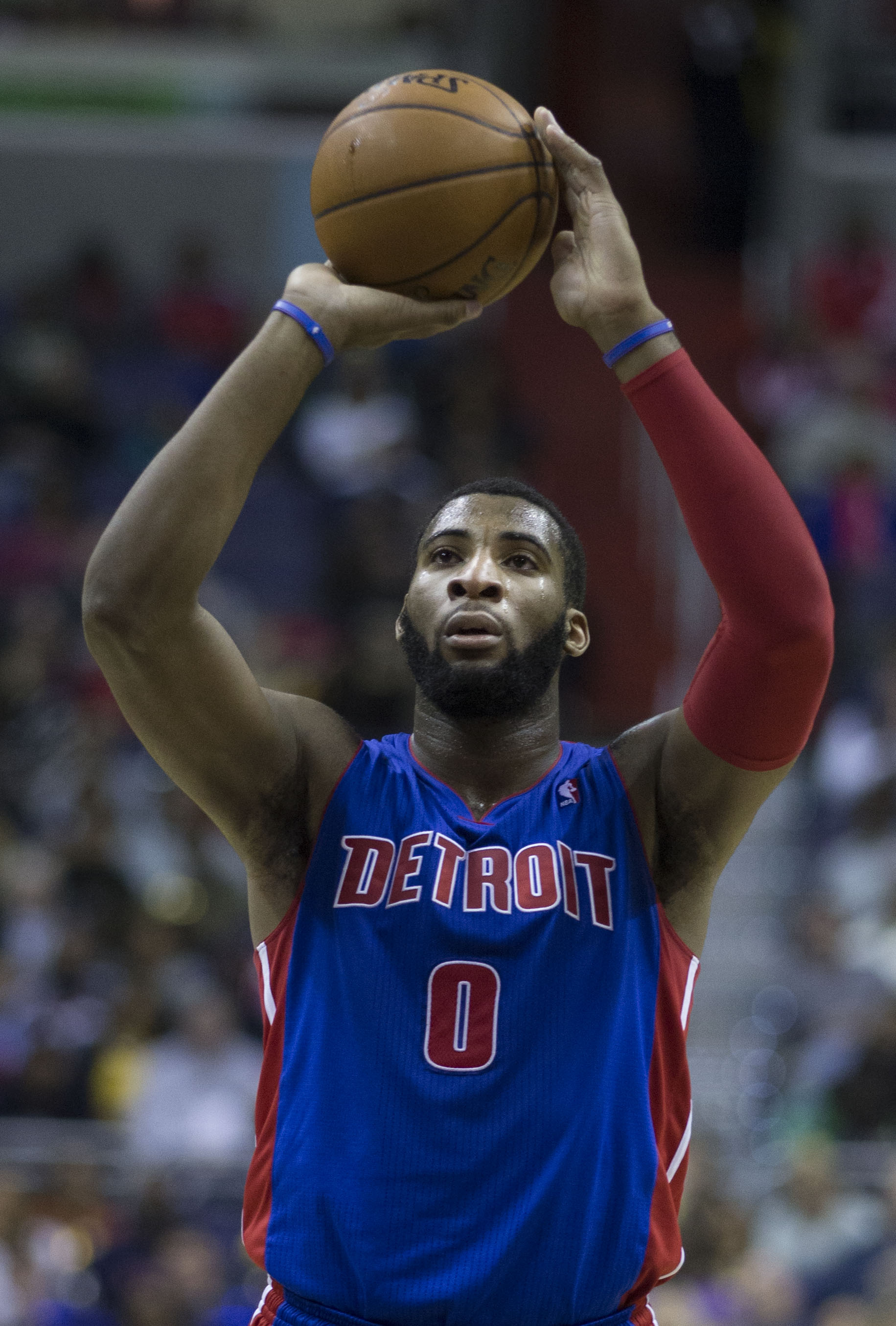
Andre Drummond foi selecionado pelos Pistons com a nona escolha geral no Draft da NBA de 2012.

Em 7 de abril de 2011, Karen Davidson, viúva do falecido Bill Davidson, chegou a um acordo para vender a franquia ao bilionário Tom Gores, que foi aprovado pelo Conselho de Donos da NBA em maio. O acordo também incluiu o The Palace of Auburn Hills e o DTE Energy Music Theatre. De acordo com o Detroit Business, o preço final de venda foi de US $ 325 milhões, muito abaixo do esperado. No draft de 2011, os Pistons selecionaram Brandon Knight, Kyle Singler e Vernon Macklin.
Antes do início da temporada de 2011-12, os Pistons fizeram várias mudanças, incluindo a nomeação de Dennis Mannion como presidente da franquia e da Palace Sports & Entertainment. A equipe decidiu contratar Lawrence Frank como treinador. A temporada de 2011-12 foi uma melhoria em relação aos anos anteriores, embora eles ainda tenham registrado um recorde de derrotas. Apesar de terem iniciado a temporada com um recorde de 4-20, eles venceram metade dos jogos restantes para terminar uma temporada encurtada com um recorde de 25-41. A equipe continuou a construir seu núcleo jovem selecionando o talentoso Andre Drummond como a 9° escolha geral no draft de 2012.
Após a temporada de 2012–13, Frank foi demitido como treinador em 18 de abril de 2013. Em 10 de junho de 2013, os Pistons contratou o ex-jogador e técnico, Maurice Cheeks. Seu mandato durou pouco mais de meia temporada, quando foi substituído pelo técnico interino John Loyer. Em abril, os Pistons anunciou que Joe Dumars deixaria o cargo de presidente das operações de basquete, mas continuaria como consultor da organização e de sua equipe de proprietários. Em 14 de maio de 2014, Stan Van Gundy assinou um contrato de 5 anos e US $ 35 milhões para se tornar o treinador e presidente de operações de basquete da equipe.
Na temporada de 2014-15, a equipe teve uma longa sequência de vitórias, mas terminaram a temporada com um recorde de 32-50 após uma lesão no tendão de aquiles de Brandon Jennings.

### 2015–2017: Retorno aos playoffs
Na offseason de 2015, o técnico dos Pistons, Stan Van Gundy, começou a mudar o elenco da equipe fazendo aquisições como Ersan İlyasova, Marcus Morris, Aron Baynes e Steve Blake. Eles também selecionaram Stanley Johnson como a oitava escolha no draft de 2015 e contrataram o armador Reggie Jackson. A equipe entrou na temporada de 2015-16 com um elenco mais forte do que na temporada anterior, embora tenham perdido o titular Greg Monroe para o Milwaukee Bucks.
Em 6 de abril de 2016, após uma vitória de 108-104 sobre o Orlando Magic, os Pistons alcançaram 42 vitórias e garantiu sua primeira temporada vencedora desde a temporada de 2007-08. Em 8 de abril de 2016, os Pistons derrotaram o Washington Wizards por 112–99 e conquistou uma vaga nos playoffs pela primeira vez desde 2009. Eles foram varridos pelo Cleveland Cavaliers em quatro jogos em uma série altamente competitiva.

### 2017–2020: Voltando ao centro de Detroit

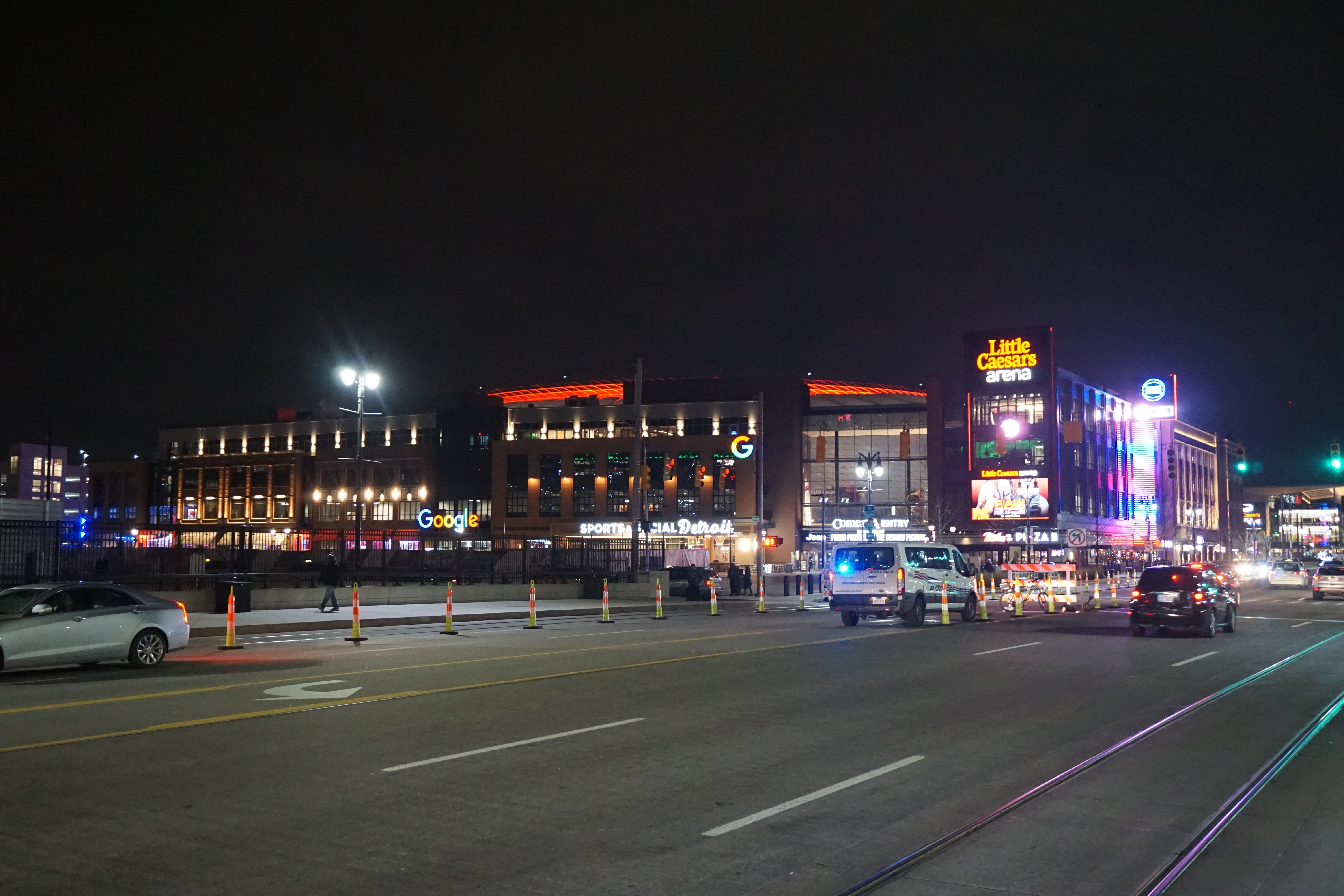
Little Caesars Arena em 2018.

O proprietário dos Pistons, Tom Gores e o o vice-presidente da Palace Sports & Entertainment, Arn Tellum, que controla o Detroit Red Wings e o Detroit Tigers, estavam em negociações sobre uma parceria desde o verão de 2015 para os Pistons se mudar para a nova arena, Little Caesars. Os Pistons foram à procura de uma parcela de terreno nas imediações da arena para construir uma nova sede. O contrato / parceria precisava da aprovação da cidade e da liga para ser finalizada.
Em 22 de novembro de 2016, os Pistons anunciaram oficialmente sua intenção de se mudar para a Little Caesars Arena com o The Palace of Auburn Hills sendo demolida como parte da reconstrução. Desde 1999, quando os Lakers se mudaram do The Forum, no subúrbio de Inglewood, para o Staples Center, no centro de Los Angeles, os Pistons permaneceu a única franquia da NBA a jogar em um local suburbano.
Em 20 de junho de 2017, o Conselho da Cidade de Detroit aprovou a mudança dos Pistons para a Little Caesars Arena. Em 3 de agosto de 2017, o Conselho de Donos da NBA aprovou por unanimidade a medida. A mudança fez de Detroit a única cidade dos EUA a ter as equipes da Major League Baseball (MLB), da National Football League (NFL), da NBA e da NHL jogando em seu distrito central.
Em 29 de janeiro de 2018, os Pistons anunciou que havia adquirido Blake Griffin, juntamente com Willie Reed e Brice Johnson, do Los Angeles Clippers em troca de Avery Bradley, Tobias Harris e Boban Marjanovic.
Os Pistons terminou a temporada de 2017-18 com um recorde de 39-43. Eles não foram para os playoffs pela oitava vez em dez anos. Em 7 de maio de 2018, a equipe anunciou que Stan Van Gundy não retornaria como treinador e presidente de operações de basquete. Em 11 de junho de 2018, Dwane Casey foi contratado pelos Pistons para ser seu novo treinador, concordando com um contrato de cinco anos.
Os Pistons terminou a temporada de 2018-19 com um recorde de 41–41, conquistando uma vaga nos playoffs. Na primeira rodada, eles foram varridos em quatro jogos pelo Milwaukee Bucks, estabelecendo um recorde de mais derrotas consecutivas nos playoffs da NBA com 14.
Em 11 de março de 2020, a temporada de 2019-20 foi suspensa pela NBA depois que foi relatado que Rudy Gobert testou positivo para COVID-19. Em 4 de junho de 2020, a temporada dos Pistons chegou ao fim quando o Conselho de Donos da NBA aprovou um plano que reiniciaria a temporada com 22 equipes na bolha da NBA em 31 de julho de 2020. A equipe terminou a temporada com um recorde de 20-46.

### 2020–presente: Nova direção
Em 18 de junho de 2020, os Pistons contrataram Troy Weaver como o seu novo gerente geral. Os Pistons terminaram a temporada de 2020-21 com o segundo pior recorde da liga com 20-52, perdendo os playoffs pela segunda temporada consecutiva. As 20 vitórias também ficaram empatadas como a segunda menor na história da franquia. No draft de 2021, eles selecionaram Cade Cunningham como a primeira escolha geral.

## Logotipos e uniformes
Depois de se mudar de Fort Wayne para Detroit em 1957, os uniformes dos Pistons permaneceram praticamente inalterados por duas décadas, apresentando a palavra "Pistons" em letras azuis. Na temporada de 1978-79, a equipe exibiu um uniforme com raios nas laterais e com a logomarca na frente das camisetas. A equipe abandonou o tema relâmpago e retornou ao seu clássico bloco de letras e padrão de painel lateral simples em 1981, permanecendo com esse visual até 1996. Naquele ano, os Pistons mudaram suas cores para azul-petróleo, preto, amarelo e vermelho e lançou um novo logo com cabeça de cavalo e juba flamejante. Esse esquema de cores durou até 2001, quando a equipe retornou às tradicionais cores vermelha, branca e azul. A cabeça do cavalo e o logo da juba flamejante duraram até 2005, quando a equipe mudou para um design de logotipo mais clássico.
Em 14 de agosto de 2013, os Pistons apresentaram um novo uniforme alternativo com cores azul marinho e vermelho. Apresentava as palavras "Motor City" na frente e marcava o primeiro visual alternativo do clube, uma vez que usavam um alternativo vermelho, que era basicamente uma versão recolorida de seu uniforme regular de 2005 a 2009. Para contrastar os detalhes em azul marinho e vermelho, as letras e os números nas camisetas e nos shorts são brancos com detalhes em vermelho e azul. O logotipo secundário do clube aparece nos shorts - semelhante aos uniformes principais de casa e de fora de casa.
Em 4 de outubro de 2015, os Pistons revelaram um novo uniforme alternativo, destinado a ser usado durante a temporada de 2015-16. A equipe disse em um comunicado à imprensa que "a inspiração para as camisetas do Detroit Chrome surgiu como uma maneira de homenagear nossos carros mais legais do passado e os carros do futuro. Detroit é universalmente conhecida como a capital do automóvel, onde o cromo deixa uma marca indelével nos carros que criamos. Os uniformes apresentam uma cor base cromada fosca com linhas simples e limpas inspiradas nos carros clássicos que sobem e descem pela Woodward Avenue por décadas. O acabamento da marinha e Detroit estampados no peito representam o ética de trabalho de colarinho azul na qual a indústria automobilística e a região foram construídas".
Em 16 de maio de 2017, os Pistons lançaram um novo logotipo, que é uma versão modernizada do logotipo da Era "Bad Boys" usado de 1979 a 1996.

## Arenas

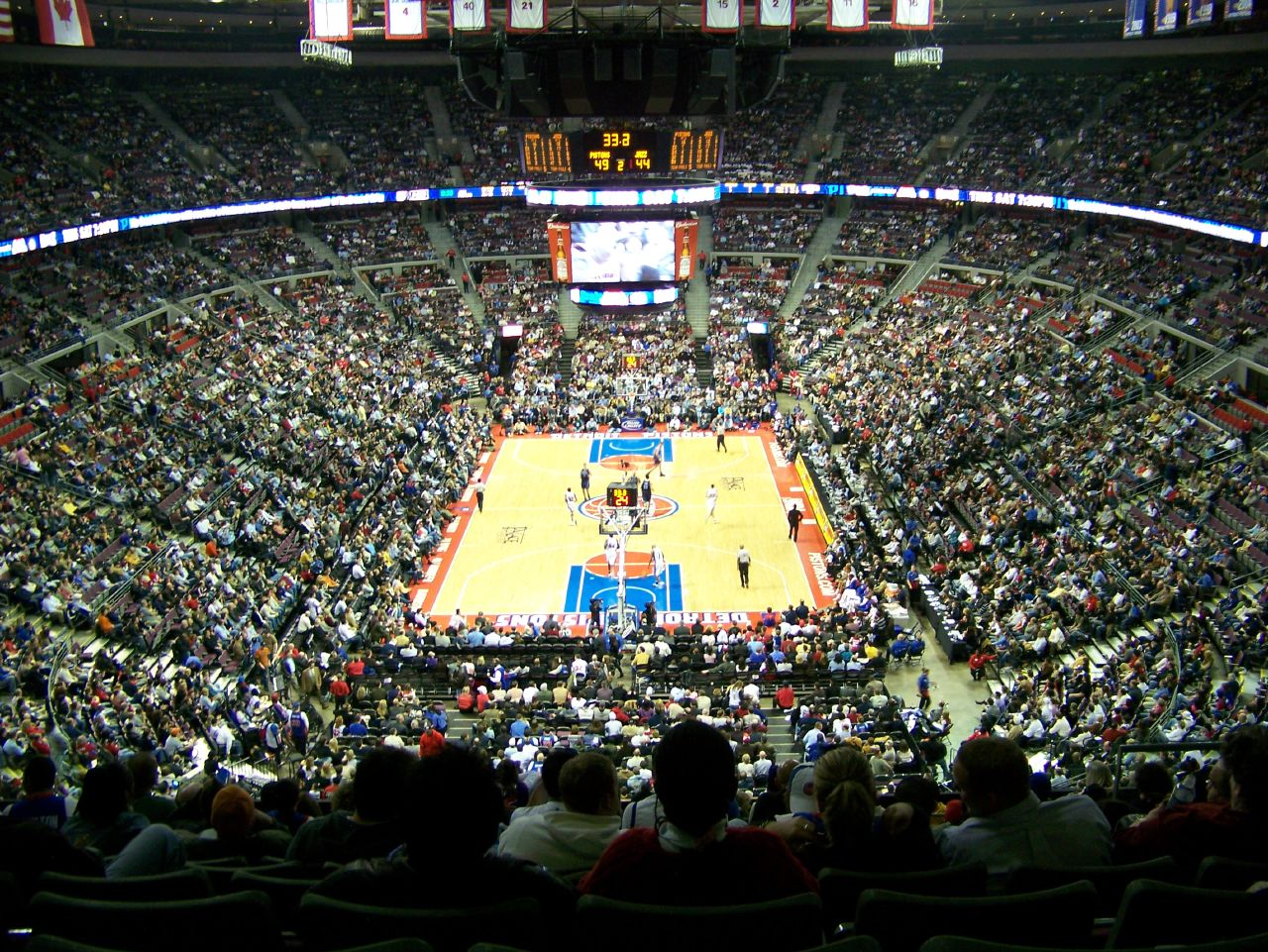
O Detroit Pistons jogando no The Palace of Auburn Hills em janeiro de 2006.

- North Side High School Gym (1948–1952)
- Allen County War Memorial Coliseum (1952–1957)[179]
- Olympia Stadium (1957–1961)
- Memorial Building (Universidade de Detroit) (1957–1961; usado como alternativa quando o Olympia Stadium estava sendo usado)[180]
- Cobo Arena (1961-1978)
- Pontiac Silverdome (1978–1988)
- The Palace of Auburn Hills (1988-2017)[181]
- Little Caesars Arena (2017–Presente)[182]

Notas:
- Em 12 de março de 1960, os Pistons jogaram um jogo de playoff contra o Minneapolis Lakers na Grosse Pointe South High School quando nenhuma outra instalação (incluindo o Olympia Stadium, que foi reservada para Ice Capades e a Universidade de Detroit) estava disponível.[180]
- Em 27 de abril de 1984, os Pistons jogaram o Jogo 5 de sua série de playoffs contra o New York Knicks no Joe Louis Arena devido a um conflito de agendamento.[183]
- Durante a temporada de 1984-85, o teto do Silverdome desabou, fazendo com que a equipe se mudasse temporariamente para o Joe Louis Arena para os 15 jogos em casa restantes da temporada (6 de março de 1985 a 10 de maio de 1985).[41][184]

## Jogadores

### Números aposentados
| Número | Nome             | Posição                | Período             | Data                    |
| ------ | ---------------- | ---------------------- | ------------------- | ----------------------- |
| 1      | Chauncey Billups | G                      | 2002–2008 2013–2014 | 10 de Fevereiro de 2016 |
| 2      | Chuck Daly       | Treinador principal    | 1983–1992           | 25 de Janeiro de 1997   |
| 3      | Ben Wallace      | C                      | 2000–2006 2009–2012 | 16 de Janeiro de 2016   |
| 4      | Joe Dumars       | G                      | 1985–1999           | 10 de Março de 2000     |
| 10     | Dennis Rodman    | F                      | 1986–1993           | 1 de Abril de 2011      |
| 11     | Isiah Thomas     | G                      | 1981–1994           | 17 de Fevereiro de 1996 |
| 15     | Vinnie Johnson   | G                      | 1981–1991           | 5 de Fevereiro de 1994  |
| 16     | Bob Lanier       | C                      | 1970–1980           | 9 de Janeiro de 1993    |
| 21     | Dave Bing        | G                      | 1966–1975           | 18 de Março de 1983     |
| 32     | Richard Hamilton | G/F                    | 2002–2011           | 26 de Fevereiro de 2017 |
| 40     | Bill Laimbeer    | C                      | 1982–1994           | 4 de Fevereiro de 1995  |
| —      | Bill Davidson    | Proprietário da equipe | 1974–2009           | 28 de Dezembro de 2011  |
| —      | Jack McCloskey   | General manager        | 1979–1992           | 29 de Março de 2008     |

Notas:
- Chuck Daly Nunca jogou na NBA, o número representa os dois títulos da NBA que ele ganhou.[27]
- Bill Davidson teve um banner criado para homenagear seus 35 anos com a equipe.[193]
- Jack McCloskey teve um banner criado para homenagear seus 13 anos como gerente geral da equipe.[194]

## Treinadores
| #                  | Nome                  | Tempo                                        | Temporada regular  | Temporada regular  | Temporada regular  | Temporada regular  | Playoffs           | Playoffs           | Playoffs           | Playoffs           | Conquistas                                                                       | Referências        |
| #                  | Nome                  | Tempo                                        | J                  | V                  | D                  | %                  | J                  | V                  | D                  | %                  | Conquistas                                                                       | Referências        |
| Fort Wayne Pistons | Fort Wayne Pistons    | Fort Wayne Pistons                           | Fort Wayne Pistons | Fort Wayne Pistons | Fort Wayne Pistons | Fort Wayne Pistons | Fort Wayne Pistons | Fort Wayne Pistons | Fort Wayne Pistons | Fort Wayne Pistons | Fort Wayne Pistons                                                               | Fort Wayne Pistons |
| ------------------ | --------------------- | -------------------------------------------- | ------------------ | ------------------ | ------------------ | ------------------ | ------------------ | ------------------ | ------------------ | ------------------ | -------------------------------------------------------------------------------- | ------------------ |
| 1                  | Carl Bennett          | 1948                                         | 6                  | 0                  | 6                  | .000               | —                  | —                  | —                  | —                  |                                                                                  | [ 195 ]            |
| 2                  | Curly Armstrong       | 1948–1949 (como jogador-treinador)           | 54                 | 22                 | 32                 | .407               | —                  | —                  | —                  | —                  |                                                                                  | [ 196 ]            |
| 3                  | Murray Mendenhall     | 1949–1951                                    | 136                | 72                 | 64                 | .529               | —                  | —                  | —                  | —                  |                                                                                  | [ 197 ]            |
| 4                  | Paul Birch            | 1951–1954                                    | 207                | 105                | 102                | .507               | 14                 | 4                  | 10                 | .286               |                                                                                  | [ 198 ]            |
| 5                  | Charley Eckman        | 1954–1957                                    | 216                | 114                | 102                | .528               | 24                 | 10                 | 14                 | .417               |                                                                                  | [ 199 ]            |
| Detroit Pistons    |                       |                                              |                    |                    |                    |                    |                    |                    |                    |                    |                                                                                  |                    |
| —                  | Charley Eckman        | 1957                                         | 25                 | 9                  | 16                 | .360               | 0                  | 0                  | 0                  | –                  |                                                                                  |                    |
| 6                  | Red Rocha             | 1957–1960                                    | 153                | 65                 | 88                 | .425               | 10                 | 4                  | 6                  | .400               |                                                                                  | [ 200 ]            |
| 7                  | Dick McGuire          | 1959–1960 (como jogador-treinador) 1960–1963 | 280                | 122                | 158                | .436               | 21                 | 8                  | 13                 | .381               |                                                                                  | [ 201 ]            |
| 8                  | Charles Wolf          | 1963–1964                                    | 91                 | 25                 | 66                 | .433               | —                  | —                  | —                  | —                  |                                                                                  | [ 202 ]            |
| 9                  | Dave DeBusschere      | 1964–1967 (como jogador-treinador)           | 222                | 79                 | 143                | .356               | —                  | —                  | —                  | —                  |                                                                                  | [ 203 ]            |
| 10                 | Donnie Butcher        | 1967–1968                                    | 112                | 52                 | 60                 | .464               | 6                  | 2                  | 4                  | .333               |                                                                                  | [ 204 ]            |
| 11                 | Paul Seymour          | 1968–1969                                    | 60                 | 22                 | 38                 | .367               | —                  | —                  | —                  | —                  |                                                                                  | [ 205 ]            |
| 12                 | Butch van Breda Kolff | 1969–1971                                    | 174                | 82                 | 92                 | .471               | —                  | —                  | —                  | —                  |                                                                                  | [ 206 ]            |
| 13                 | Terry Dischinger      | 1971 (como jogador-treinador)                | 2                  | 0                  | 2                  | .000               | —                  | —                  | —                  | —                  |                                                                                  | [ 207 ]            |
| 14                 | Earl Lloyd            | 1971–1972                                    | 77                 | 22                 | 55                 | .286               | —                  | —                  | —                  | —                  |                                                                                  | [ 208 ]            |
| 15                 | Ray Scott             | 1972–1976                                    | 281                | 147                | 134                | .523               | 10                 | 4                  | 6                  | .400               | Treinador da NBA na temporada de 1973–74                                         | [ 209 ]            |
| 16                 | Herb Brown            | 1976–1977                                    | 146                | 72                 | 74                 | .493               | 12                 | 5                  | 7                  | .417               |                                                                                  | [ 210 ]            |
| 17                 | Bob Kauffman          | 1977–1978                                    | 58                 | 29                 | 29                 | .500               | —                  | —                  | —                  | —                  |                                                                                  | [ 211 ]            |
| 18                 | Dick Vitale           | 1978–1979                                    | 94                 | 34                 | 60                 | .362               | —                  | —                  | —                  | —                  |                                                                                  | [ 212 ]            |
| 19                 | Richie Adubato        | 1979–1980                                    | 70                 | 12                 | 58                 | .171               | —                  | —                  | —                  | —                  |                                                                                  | [ 213 ]            |
| 20                 | Scotty Robertson      | 1980–1983                                    | 246                | 97                 | 149                | .394               | —                  | —                  | —                  | —                  |                                                                                  | [ 214 ]            |
| 21                 | Chuck Daly            | 1983–1992                                    | 738                | 467                | 271                | .633               | 113                | 71                 | 42                 | .628               | 2x Campeão da NBA (1989, 1990) Um dos 10 melhores treinadores da história da NBA | [ 215 ]            |
| 22                 | Ron Rothstein         | 1992–1993                                    | 82                 | 40                 | 42                 | .488               | —                  | —                  | —                  | —                  |                                                                                  | [ 216 ]            |
| 23                 | Don Chaney            | 1993–1995                                    | 164                | 48                 | 116                | .293               | —                  | —                  | —                  | —                  |                                                                                  | [ 217 ]            |
| 24                 | Doug Collins          | 1995–1998                                    | 209                | 121                | 88                 | .579               | 8                  | 2                  | 6                  | .250               |                                                                                  | [ 218 ]            |
| 25                 | Alvin Gentry          | 1998–2000                                    | 145                | 73                 | 72                 | .503               | 5                  | 2                  | 3                  | .400               |                                                                                  | [ 219 ]            |
| 26                 | George Irvine         | 2000–2001                                    | 106                | 46                 | 60                 | .434               | 3                  | 0                  | 3                  | .000               |                                                                                  | [ 220 ]            |
| 27                 | Rick Carlisle         | 2001–2003                                    | 164                | 100                | 64                 | .610               | 27                 | 12                 | 15                 | .444               | Treinador da NBA na temporada de 2001–02                                         | [ 221 ]            |
| 28                 | Larry Brown           | 2003–2005                                    | 164                | 108                | 56                 | .659               | 48                 | 31                 | 17                 | .646               | Campeão da NBA (2004)                                                            | [ 222 ]            |
| 29                 | Flip Saunders         | 2005–2008                                    | 246                | 176                | 70                 | .715               | 51                 | 30                 | 21                 | .588               |                                                                                  | [ 223 ]            |
| 30                 | Michael Curry         | 2008–2009                                    | 82                 | 39                 | 43                 | .476               | 4                  | 0                  | 4                  | .000               |                                                                                  | [ 224 ]            |
| 31                 | John Kuester          | 2009–2011                                    | 164                | 57                 | 107                | .348               | —                  | —                  | —                  | —                  |                                                                                  | [ 225 ]            |
| 32                 | Lawrence Frank        | 2011–2013                                    | 148                | 54                 | 94                 | .365               | —                  | —                  | —                  | —                  |                                                                                  | [ 226 ]            |
| 33                 | Maurice Cheeks        | 2013–2014                                    | 50                 | 21                 | 29                 | .420               | —                  | —                  | —                  | —                  |                                                                                  | [ 227 ]            |
| 34                 | John Loyer            | 2014                                         | 32                 | 8                  | 24                 | .250               | —                  | —                  | —                  | —                  |                                                                                  | [ 228 ]            |
| 35                 | Stan Van Gundy        | 2014–2018                                    | 328                | 152                | 176                | .463               | 4                  | 0                  | 4                  | .000               |                                                                                  | [ 229 ]            |
| 36                 | Dwane Casey           | 2018–2023                                    | 384                | 121                | 263                | .315               | 4                  | 0                  | 4                  | .000               |                                                                                  | [ 230 ]            |
| 37                 | Monty Williams        | 2023–2024                                    | 82                 | 14                 | 68                 | .171               | —                  | —                  | —                  | –                  |                                                                                  | [ 231 ]            |
| 38                 | J. B. Bickerstaff     | 2024–Presente                                |                    |                    |                    |                    |                    |                    |                    |                    |                                                                                  | [ 232 ]            |

## Gerentes gerais
Fonte:
| GM                  | Tempo         |
| ------------------- | ------------- |
| Carl Bennett        | 1948–1954     |
| Fred Zollner        | 1954–1957     |
| Otto Adams          | 1957          |
| Fred Delano         | 1957–1958     |
| W. Nicholas Kerbawy | 1958–1961     |
| Francis Smith       | 1961–1964     |
| Don Wattrick        | 1964–1965     |
| Edwin Coil          | 1965–1975     |
| Oscar Feldman       | 1975–1977     |
| Bob Kauffman        | 1977–1978     |
| Bill Davidson       | 1978–1979     |
| Jack McCloskey      | 1979–1992     |
| Tom Wilson          | 1992          |
| Billy McKinney      | 1992–1995     |
| Doug Collins        | 1995–1998     |
| Rick Sund           | 1998–2000     |
| Joe Dumars          | 2000–2014     |
| Jeff Bower          | 2014–2018     |
| Ed Stefanski        | 2018–2020     |
| Troy Weaver         | 2020–2024     |
| Trajan Langdon      | 2024–Presente |

## Estatísticas gerais
Estatísticas atualizadas em 12 de março de 2025.

### Jogos
| #   | País           | Nome             | Período              | Jogos |
| --- | -------------- | ---------------- | -------------------- | ----- |
| 1.  | Estados Unidos | Joe Dumars       | 1985–1999            | 1.018 |
| 2.  | Estados Unidos | Isiah Thomas     | 1981–1994            | 979   |
| 3.  | Estados Unidos | Bill Laimbeer    | 1982–1994            | 937   |
| 4.  | Estados Unidos | Vinnie Johnson   | 1982–1991            | 798   |
| 5.  | Estados Unidos | Tayshaun Prince  | 2003–2013; 2015      | 792   |
| 6.  | Estados Unidos | Lindsey Hunter   | 1994–2000; 2004–2008 | 703   |
| 7.  | Estados Unidos | Bob Lanier       | 1971–1980            | 681   |
| 8.  | Estados Unidos | Dave Bing        | 1967–1975            | 675   |
| 9.  | Estados Unidos | Ben Wallace      | 2001–2006; 2010–2012 | 655   |
| 10. | Estados Unidos | Richard Hamilton | 2003–2011            | 631   |

### Pontos
| #   | País           | Nome             | Período              | Pontos |
| --- | -------------- | ---------------- | -------------------- | ------ |
| 1.  | Estados Unidos | Isiah Thomas     | 1981–1994            | 18.822 |
| 2.  | Estados Unidos | Joe Dumars       | 1985–1999            | 16.401 |
| 3.  | Estados Unidos | Bob Lanier       | 1971–1980            | 15.488 |
| 4.  | Estados Unidos | Dave Bing        | 1967–1975            | 15.235 |
| 5.  | Estados Unidos | Bill Laimbeer    | 1982–1994            | 12.665 |
| 6.  | Estados Unidos | Richard Hamilton | 2003–2011            | 11.582 |
| 7.  | Estados Unidos | Vinnie Johnson   | 1982–1991            | 10.146 |
| 8.  | Estados Unidos | Tayshaun Prince  | 2003–2013; 2015      | 10.006 |
| 9.  | Estados Unidos | Grant Hill       | 1995–2000            | 9.393  |
| 10. | Estados Unidos | John Long        | 1979–1986; 1990–1991 | 9.023  |

### Assistências
| #   | País           | Nome             | Período              | Assistências |
| --- | -------------- | ---------------- | -------------------- | ------------ |
| 1.  | Estados Unidos | Isiah Thomas     | 1981–1994            | 9.061        |
| 2.  | Estados Unidos | Joe Dumars       | 1985–1999            | 4.612        |
| 3.  | Estados Unidos | Dave Bing        | 1967–1975            | 4.330        |
| 4.  | Estados Unidos | Chauncey Billups | 2003–2009; 2013–2014 | 2.984        |
| 5.  | Estados Unidos | Grant Hill       | 1995–2000            | 2.720        |
| 6.  | Estados Unidos | Vinnie Johnson   | 1982–1991            | 2.661        |
| 7.  | Estados Unidos | Richard Hamilton | 2003–2011            | 2.419        |
| 8.  | Estados Unidos | Bob Lanier       | 1971–1980            | 2.256        |
| 9.  | Estados Unidos | Tayshaun Prince  | 2003–2013; 2015      | 2.074        |
| 10. | Estados Unidos | Lindsey Hunter   | 1994–2000; 2004–2008 | 2.038        |

### Rebotes
| #   | País           | Nome             | Período              | Rebotes |
| --- | -------------- | ---------------- | -------------------- | ------- |
| 1.  | Estados Unidos | Bill Laimbeer    | 1982–1994            | 9.430   |
| 2.  | Estados Unidos | Andre Drummond   | 2012–2020            | 8.199   |
| 3.  | Estados Unidos | Bob Lanier       | 1971–1980            | 8.063   |
| 4.  | Estados Unidos | Ben Wallace      | 2001–2006; 2010–2012 | 7.264   |
| 5.  | Estados Unidos | Dennis Rodman    | 1987–1993            | 6.299   |
| 6.  | Estados Unidos | Larry Foust      | 1951–1957            | 5.200   |
| 7.  | Estados Unidos | Walter Dukes     | 1958–1963            | 4.986   |
| 8.  | Estados Unidos | Dave DeBusschere | 1963–1969            | 4.947   |
| 9.  | Estados Unidos | Bailey Howell    | 1960–1964            | 4.583   |
| 10. | Estados Unidos | Ray Scott        | 1962–1967            | 4.508   |

## Rivalidades

### Chicago Bulls
A rivalidade entre Chicago Bulls e o Detroit Pistons começou no final da década de 1980 e foi uma das mais intensas da história da NBA por alguns anos, quando Michael Jordan se transformou em um dos melhores jogadores da liga e o Pistons se tornou um candidato aos playoffs. Eles representam as duas maiores áreas metropolitanas do Centro-Oeste e são separados apenas por um trecho de 280 km.
Ao todo, os Pistons venceram 154 jogos contra 162 dos Bulls.

### Boston Celtics
O Boston Celtics e o Detroit Pistons se enfrentaram nos playoffs da NBA cinco vezes, de 1985 a 1991, com Boston vencendo em 1985 e 1987, e Detroit vencendo a caminho de participações nas Finais da NBA consecutivas em 1988, 1989 e 1991. A rivalidade atingiu o pico no final dos anos 80, apresentando jogadores como Larry Bird, Kevin McHale, Robert Parish, Dennis Rodman, Isiah Thomas, Joe Dumars e Bill Laimbeer.
Ao todo, os Celtics venceram 277 jogos contra 161 dos Pistons.

### Los Angeles Lakers
A rivalidade entre o Lakers e os Pistons começou quando as equipe se enfrentaram nas Finais da NBA de 1988 e 1989, com um título para cada lado. As equipe voltaram a se encontrar nas Finais da NBA de 2004 com o título do "azarão" Pistons.
Ao todo, os Lakers venceram 240 jogos contra 155 dos Pistons.

## Cobertura da mídia

### Rádio
A principal estação de rádio dos Pistons é a WXYT-FM. Existem várias estações afiliadas em Michigan e Toledo, Ohio. Os locutores de rádio regulares são Mark Champion como narrador e Rick Mahorn como comentarista.

### Televisão
O atual detentor exclusivo de direitos de televisão local dos Pistons é a Fox Sports Detroit. Os locutores regulares de TV são George Blaha como narrador e Greg Kelser como comentarista.